# The Motive
The Motive is een nummer van de Britse band Then Jerico. Het is afkomstig van hun debuutalbum First (The Sound of Music) uit 1987. In juli van dat jaar werd het nummer op single uitgebracht.

## Achtergrond
De plaat werd uitsluitend een bescheiden hit in thuisland het Verenigd Koninkrijk en het Nederlandse taalgebied. In het Verenigd Koninkrijk haalde "The Motive" de 18e positie in de UK Singles Chart.
In Nederland was de plaat op dinsdag 22 september 1987 de 4e Parkeerschijf bij de VARA op Radio 3 en werd een bescheiden hit in de destijds twee landelijke hitlijsten op de nationale publieke popzender. De plaat bereikte de 30 positie in de Nederlandse Top 40 en de 32e positie in de Nationale Hitparade Top 100. In de Europese hitlijst op Radio 3, de TROS Europarade, werd géén notering behaald, aangezien deze lijst op donderdag 25 juni 1987 voor de laatste keer werd uitgezonden.
In België bereikte de plaat de 37e positie in de voorloper van de Vlaamse Ultratop 50. In de Vlaamse Radio 2 Top 30 en in Wallonië werd géén notering behaald.